# Douglas Coutinho
Douglas Coutinho Gomes de Souza, noto semplicemente come Douglas Coutinho (Volta Redonda, 8 febbraio 1994), è un calciatore brasiliano, attaccante del Borneo.

## Caratteristiche tecniche
È una prima punta.